# 王法仁
王法仁（1947年10月—），男，汉族，海南海口人，中华人民共和国政治人物，曾任中共海口市委副书记、市长，海南省人大常委会副主任。